# Caetano Nogueira Júnior
Caetano Luiz Gomes Nogueira Júnior (1856-1909), nasceu em Pouso Alegre, Minas Gerais, no dia 29 de fevereiro de 1856, foi um pastor presbiteriano, missionário e o primeiro moderador da Igreja Presbiteriana Independente do Brasil, nomenclatura que atualmente corresponde a presidente. Era conhecido familiarmente como Caetaninho.

## Biografia
Foi discípulo do Rev. Miguel Gonçalves Torres ao se filiar à Igreja Presbiteriana da cidade de Caldas e, com muitas dificuldades estudou teologia no regime de tutoria. Sua licenciatura ocorreu em 2 de setembro de 1885, em Sorocaba, SP, e, aos 30 anos de idade, já com família constituída, foi ordenado ao ministério da Palavra e dos Sacramentos em 3 de dezembro de 1886 pelo Presbitério do Rio de Janeiro. Assumiu o pastorado das seguintes igrejas do sul de minas: São Bartolomeu de Cabo Verde, atual Pádua Dias; Botelhos; Areado; Caldas; Machado; Borda da Mata e Pinhal do Campestre. No Estado de São Paulo assumiu o pastorado da igreja de São Luís do Guaricanga.

Como missionário empreendeu longas viagens pelo Triângulo Mineiro, Goiás e pelo interior paulista. Por estas regiões organizou várias igrejas como em Bagagem, atual Estrela do Sul; Paracatu; Santa Luzia da Goiás, atual Luziânia; e Aragauri. Seu ministério pastoral foi integralmente dedicado à zona rural, exerceu seu trabalho nas vilas e sítios dos sertões mineiro e paulistano, por isso, foi também conhecido como missionário do interior do Brasil, o que lhe deu a característica de um pastor missionário.

Participou do movimento que criou a Igreja Presbiteriana Independente do Brasil em 1903. E, numa época de divisão do protestantismo brasileiro o relacionamento entre a IPI e a IPB não era muito amisto, então, o Rev. Caetano, conhecido como “bom conselheiro e homem de paz” ocupou um importante papel neste cenário sendo o primeiro a presidir o Presbitério Independente, bem como o primeiro a presidir o Sínodo Independente, em 1908.
Suas longas viagens pastorais e evangelísticas o mantinham distante da sua numerosa família por grande período de tempo. Morreu longe dela, quando viajava pelo interior, a cavalo, e contraiu uma séria infecção (antraz). Continuou a viajar e a pregar, utilizando remédios caseiros. A certa altura, não pode continuar, em 1909 aos 53 anos foi sepultado no cemitério da Ariranha, São Paulo.